# 川村安奈
川村 安奈（かわむら あんな、1993年5月3日 - ）は、日本のモデル、女優。福島県出身。ネイムマネジメント所属。

## 略歴
大学在学中の2016年、ミスiD2016の山内マリコ賞を受賞。
大学卒業後、上京して本格的にモデル活動を開始する。
2018年、SNSコンテンツ「ravi.me」のモデルに起用された。

## 人物
趣味・特技はピアノ・合唱。
自分にとってのアイドルはテイラー・スウィフト。
好きな芸能人は三浦春馬。

## 出演

### 雑誌
- mer[7]（学研プラス）
- ar（主婦の友社）
- mina（主婦の友社）
- CYAN
- リンメル（宝島社）

### 広告
- ravi.me[8]

### ZINE
- 夢にまで[9]

### CM
- my merit
- LINE Corporation

### 映画
- 白27黒2[10]
- スペシャルアクターズ（2019年） - カップル女 役

### MV
- ドラマチックアラスカ「人間ロック」[11]（2015年）
- THE ORAL CIGARETTES「BLACK MEMORY」[12]（2017年）
- 大森靖子「サイレントマジョリティー」[13]（2017年）
- HIP BEAN SPROUT「Smile Flower」（2018年）